# Боб Бърд (политик)
Боб Бърд (на английски: Bob Bird) е американски активист, дългогодишен учител и политик, председател на Партията за независимост на Аляска. Бил е кандидатът на Партията за независимост на Аляска (AIP) за място в Сената на Съединените щати, заемано преди от Тед Стивънс на изборите за сенат през 2008 г.

## Биография
Роден е на 1 август 1951 г. в град Еванстън, щата Илинойс. Преподава близо 50 години като учител в Аляска и Минесота, и в Колежа на полуостров Кенай. Работил е за радио KSRM в Кенай за бейзболната лига на Аляска, отразявал е мачовете по хокей в училищата и радио шоута.